# Evangelische Kirche (Maden)

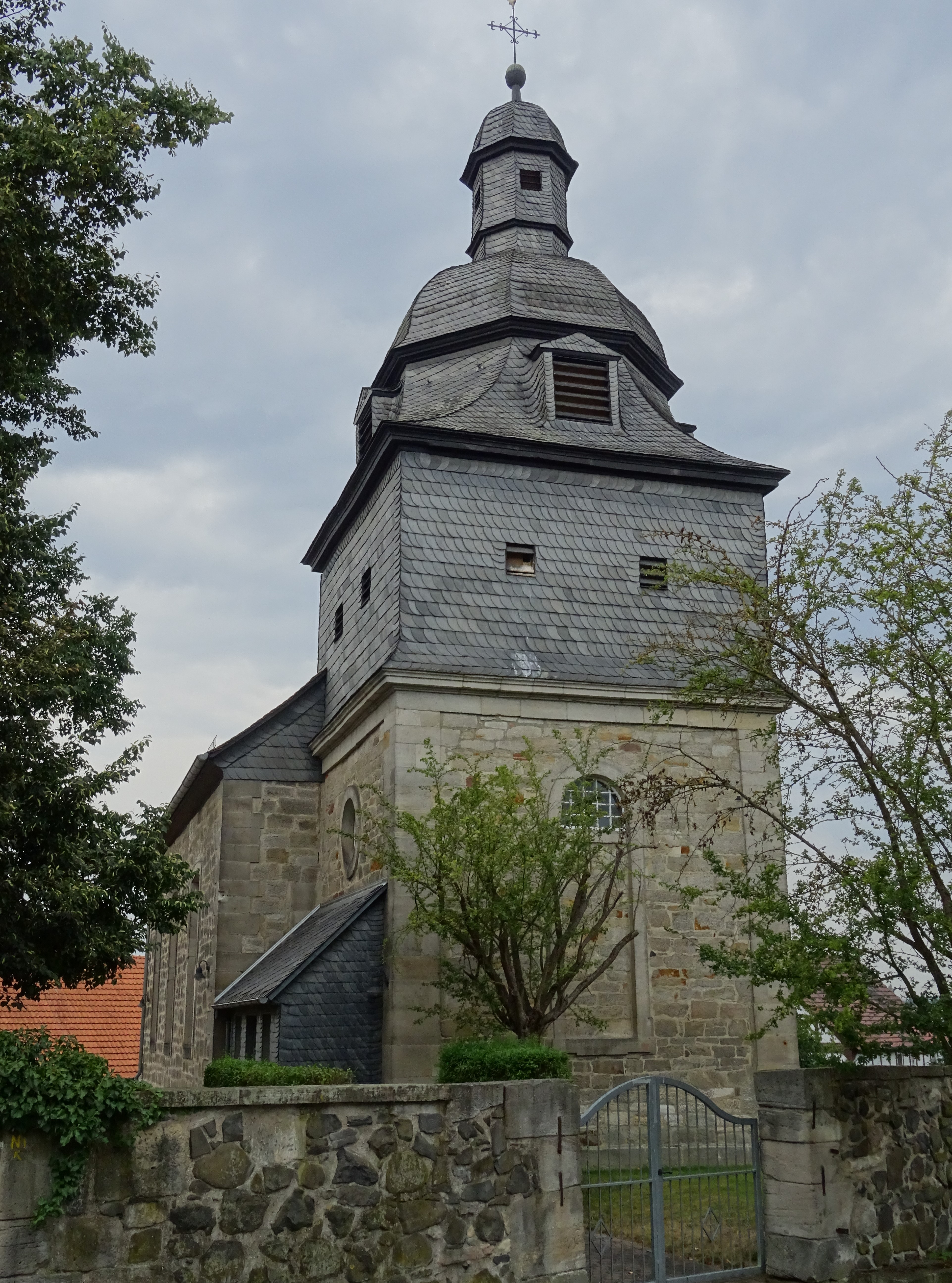
Evangelische Kirche in Maden

Die evangelische Kirche Maden ist ein denkmalgeschütztes Kirchengebäude in Maden, einem Ortsteil der Gemeinde Gudensberg im Schwalm-Eder-Kreis in Hessen. Die Kirche gehört zur Kirchengemeinde Obervorschütz-Maden im Kirchenkreis Schwalm-Eder im Sprengel Marburg der Evangelischen Kirche von Kurhessen-Waldeck.

## Beschreibung
Eine Kirche in Maden ist bereits im Mittelalter belegt. Sie wurde im Jahre 1717 wurden durch einen Brand stark beschädigt. Der Chorturm und zunächst auch das Kirchenschiff wurden 1724 ausgebessert. 1746 wurde die Orgel durch den Orgelbauer Wilhelm Dibelius errichtet. In den Jahren 1773/74 entstand der Neubau der spätbarocken Predigtkirche, die 1844 teilweise erneuert wurde. 
Der Innenraum ist mit einer Spiegelgewölbe überspannt. Das Obergeschoss des Turms besteht aus schiefergedecktem Holzfachwerk. Darauf sitzt eine Haube, die von einer Laterne bekrönt wird. Im Glockenstuhl hängen drei Kirchenglocken. Das Erdgeschoss des Turms wurde durch einen Raumteiler vom Kirchenschiff abgetrennt, um es als Gemeinderaum zu nutzen. 